# デビルワールド
『デビルワールド』 (Devil World) は、1984年10月5日に任天堂から発売されたファミリーコンピュータ用のゲームソフト。ヨーロッパでは1987年6月24日発売。

## 概要
プレイヤーはタマゴンを操作。縦横にめまぐるしくスクロールする迷路状のステージの壁に挟まれたり、ステージ上にいる敵キャラクターに追いつかれたりしないようにステージのクリアを目指す。ドットイートタイプのアクションゲームである。
また、このゲームは2人同時プレイが採用されており、プレイヤー2人で協力しあいながら、時には妨害しあいながらプレイすることも可能となっている。
1984年の発売当時、日本国内において任天堂はファミコン用ソフトの販売価格をそれまでの一律3,800円から4,500円へと引き上げている。そのため、このゲームには2つのバージョンのパッケージ（箱）が存在する。ゲームの内容自体は両バージョンとも変わらない。

## ゲーム内容

### ステージ構成
1ラウンドは3つの場面で構成されており、これを繰り返しながらゲームを進めて行く。ラウンドが進むごとに迷路の形状や色彩が変わったり、敵キャラクターも新手のものが現れたりと変化を見せる。画面は常に縦横4方向のいずれかにスクロールしている。
第1場面
ステージ上にあるドット「ボワボワ」を全て消していくのが目的。通路上の十字架マークを通過することで一定時間「十字架」を持つことができる。ボワボワは十字架を持っていないと消せない。時々画面上に現れてはステージの周囲をクルクルと回るソフトクリームを取るとボーナス点が入る。
第2場面
画面の四隅にある「バイブル」を拾い、これらをステージ中央に位置するデビルホールの4箇所の穴に一つずつセットしてデビルワールドの封印を目指す。封印が完了すると、敵の親玉であるデビルは小さなコウモリに変身し逃走する。
ボーナス面
ステージ上には「?」マークのついた箱が6つあり、うち1つの中に隠されている「卵」を取るとタマゴンの「自機」が1UPする。このステージのみ、通路上にある矢印を踏むことで画面を自在にスクロールさせることができ、また、ステージの壁に挟まれてミスになってもタマゴンの自機は減らない。
「卵」は必ず四隅のいずれかの箱に入っているので、スコアを狙わない場合は中央の二つの箱は狙う必要がない。
なお、第1場面の開始音楽には、チャイコフスキーのバレエ音楽『くるみ割り人形』の『行進曲』冒頭部分が使用されている。

## キャラクター

### プレイヤーキャラクター
タマゴン
主人公。その名の通り、卵からかえり登場する子供の怪獣。1プレイヤーが操作するタマゴンは緑色で、2プレイヤーは赤色。敵に捕まったり、スクロールするステージの壁に挟まれたりすると1ミスとなる。
一度歩き出すと壁に当たるまで自動的に進んで行き、基本的には敵の追撃からは逃げることしかできないが、ステージ内にある十字架やバイブルを手にすることで炎を吐き反撃できるようになる。これによって敵キャラクターのメダマンやボンボンを目玉焼きに変え、無力化させることができる。そして、それを食べることでその敵キャラクターを一時的にステージ内から消し去ることが出来る。
2人同時プレイ時、お互いのタマゴンどうしのすれちがいはできず、吐いた炎が相手のタマゴンに当たると、当ったタマゴンはしばらく動けなくなる。
なお、タマゴンが卵からかえる時のサウンドエフェクト（コロッ、コロリという音）は、後に任天堂が発売したゲームソフト『スーパーマリオワールド』において、ヨッシーが卵からかえる際の効果音にも用いられている。

### 敵キャラクター
メダマン
ピンク色の体に大きな一つ目が付いた魔物。ステージ内でタマゴンを追いかける役割の者と、デビルの指示に従い画面下でローラーの操作や足踏みによってステージをスクロールさせる役割を担う者の二者に分かれている。
ボンボン
茶色の体に大きな一つ目が付いた魔物。メダマンよりも動きが敏捷で、復活も早い。
子デビル
倒すことはできないが、火炎放射により追い払う（進行方向を反対に変える）ことができる。行動範囲はステージ中央に限られている。
デビル
敵キャラクターたちの親玉で、デビルワールドを統べる存在。画面下に控えるメダマン2匹にステージのスクロール方向を指示する。
本作のタイトルは海外版でも『Devil World』だが、イギリス版でのデビルの名前は「デモン（Demon）」となっている。ただし、同じく英語圏である北米においてデビルが初登場となった『大乱闘スマッシュブラザーズX』では「Devil」となっている。
2008年に発売された『キャプテン★レインボー』でも再登場した。原作のよう親玉らしさは全く無く、非常に気弱な性格となっている。

## 移植版
| No. | タイトル                                      | 発売日                        | 対応機種        | 開発元 | 発売元 | メディア                              | 型式 | 売上本数 | 備考 |
| --- | --------------------------------------------- | ----------------------------- | --------------- | ------ | ------ | ------------------------------------- | ---- | -------- | ---- |
| 1   | デビルワールド                                | 2008年1月22日 2008年10月31日  | Wii             | 任天堂 | 任天堂 | ダウンロード （バーチャルコンソール） | -    | -        |      |
| 2   | デビルワールド                                | 2013年1月22日                 | ニンテンドー3DS | 任天堂 | 任天堂 | ダウンロード （バーチャルコンソール） | -    | -        |      |
| 3   | デビルワールド                                | 2014年11月5日                 | Wii U           | 任天堂 | 任天堂 | ダウンロード （バーチャルコンソール） | -    | -        |      |
| 4   | ファミリーコンピュータ Nintendo Switch Online | 2023年10月30日 2023年10月31日 | Nintendo Switch | 任天堂 | 任天堂 | ダウンロード                          | -    | -        |      |

## 音楽
サウンドトラック『ファミコン 20TH アニバーサリー オリジナル・サウンド・トラックス VOL.1』
2004年1月7日、サイトロン・デジタルコンテンツより発売されたCD内の一作品として収録されている。

## スタッフ
- プロデューサー、ディレクター：宮本茂
- アシスタントディレクター：手塚卓志
- プログラム：湯上裕之
- 音楽：中塚章人、近藤浩治
- その他：かきうちみきお、兼岡行男
- エグゼクティブ・プロデューサー：山内溥